# Sphaerodactylus ladae
Sphaerodactylus ladae este o specie de șopârle din genul Sphaerodactylus, familia Gekkonidae, descrisă de Thomas și Hedges 1988. Conform Catalogue of Life specia Sphaerodactylus ladae nu are subspecii cunoscute.